# Forme fruste
In medicina l'espressione in francese forme fruste indica una manifestazione atipica, incompleta o attenuata del fenotipo caratteristico di una determinata malattia o sindrome. La forme fruste può anche consistere in una forma autolimitantesi di una patologia altrimenti progressiva. Forme fruste è l'opposto dell'espressione forme pleine, in cui una data patologia si manifesta in tutto il suo spettro di sintomi e segni caratteristici.

## Storia
L'internista francese Armand Trousseau descrisse una forme fruste della malattia di Basedow come "una forma indistinta ma incompleta per via dell'assenza di struma ed esoftalmo".

## Patologie con elevata incidenza diformes frustes
- Cheratocono.
- Zona fruste, forma incompleta dell'herpes zoster.
- Cheiloschisi.
- Rigurgito mitralico.
- Sindrome di Churg-Strauss (vasculite e/o granuloma eosinofilo senza evidenza di coinvolgimento sistemico).
- Cisti coledocica, soprattutto in età pediatrica, con modesta dilatazione del dotto biliare.
- Sindrome di Rett, ad esordio tardivo, regressione spontanea tra gli 1 e i 3 anni di età e guarigione completa, fatte salve modeste stereotipie.[2]
- Coalizione calcaneonaviculare.
- Sindrome di von Hippel-Lindau, con adenoma papillare monolaterale.
- Lupus eritematoso sistemico in forma asintomatica.
- Sclerosi tuberosa, con ridotta formazione di amartomi, scarsa progressione della malattia e assenza di epilessia.
- Sindrome di Charcot-Marie-Tooth, con segni che si limitano a piede cavo e assenza di riflessi calcaneari.
- Disturbo dissociativo dell'identità, con presenza di multipli "alter ego" ma assenza di vari tratti tipicamente dissociativi, quali angoscia e stati di amnesia.
- Disturbo bipolare, con alternanza di periodi di euforia e altri di disforia, ma senza che sussitano gli estremi per la diagnosi di stati di mania, ipomania o disturbo depressivo.
- Schizofrenia paranoidea: la sua forme fruste è il disturbo paranoide di personalità.
- Ebefrenia e schizofrenia paranoidea: la loro forme fruste può essere il disturbo schizotipico di personalità.